# Santo Stefano di Briga
Santo Stefano di Briga is een plaats (frazione) in de Italiaanse gemeente Messina.